# Nacaduba ugiensis
Nacaduba ugiensis är en fjärilsart som beskrevs av Druce 1891. Nacaduba ugiensis ingår i släktet Nacaduba och familjen juvelvingar. Inga underarter finns listade i Catalogue of Life.